# (34018) 2000 OK19
2000 OK19 (asteroide 34018) é um asteroide da cintura principal. Possui uma excentricidade de 0.09020670 e uma inclinação de 14.13623º.
Este asteroide foi descoberto no dia 31 de julho de 2000 por LINEAR em Socorro.